# Liste des sites Ramsar au Koweït
Cet article recense les zones humides du Koweït concernées par la convention de Ramsar.

## Statistiques
La convention de Ramsar est entrée en vigueur au Koweït le 5 septembre 2015.
En janvier 2020, le pays compte 1 site Ramsar, couvrant une superficie de 509,48 km2.

## Liste
| Site                         | Gouvernorat | Notes | Date       | Superficie (km²) | Altitude (m) | Identifiant Ramsar | Identifiant WDPA | Coordonnées                       | Photo |
| ---------------------------- | ----------- | ----- | ---------- | ---------------- | ------------ | ------------------ | ---------------- | --------------------------------- | ----- |
| Réserve de Mubarak Al-Kabeer | Al Jahra    |       | 5 mai 2015 | 509,48           |              | 2239               | 555626112        | 29° 53′ 53″ nord, 48° 07′ 48″ est |       |